# 佐藤信夫
佐藤 信夫（さとう のぶお、1942年1月3日 - ）は、日本のフィギュアスケートコーチ。1960年スコーバレー五輪、1964年インスブルック五輪の男子シングル日本代表。1965年世界選手権4位、全日本選手権通算10回（10年連続）優勝。夫人の久美子（旧姓・大川）はフィギュアスケートコーチ、娘の有香はプロフィギュアスケーター、振付師、コーチ。

## 人物
大阪市出身。関西大学第一高等学校から関西大学に進む。大学卒業とともに競技を引退するつもりだったが、国土計画（現・プリンスホテル）のスケート経験者に声をかけられて入社し、スケートを続けた。尼崎にできた西武のボウリング場に勤めていたため、ボウリングが得意だという。
妻の久美子と初めて会ったのは佐藤が中学生、久美子が小学4年のころ。自身の競技引退後、1968年3月まで久美子のコーチを務めた。1969年に久美子と結婚、1973年に娘・有香が生まれた。

## 経歴

### 選手時代
フィギュアスケートの指導者だった母親について行ったことがこの競技との出会いだった。本格的にスケートとを始めるきっかけは小学5年のクリスマス、「大阪球場スポーツセンタースケートリンク」（難波）開場記念のエキシビションで加藤禮子と有坂隆祐の演技を見たことだった。小学6年の夏休みに難波の永井康三のもとで本格的に習い始めた。
1954年から大阪・朝日アリーナのクラブに入り片山敏一と稲田悦子の指導を受けた。1956年末に山下艶子がコーチに転向すると知って難波に戻り、翌年4月の全日本選手権で初優勝。この大会で日本人として初めて2回転ルッツに成功した。以来、山下のもとで全日本選手権10連覇を達成。全日本選手権10連覇と優勝回数10回の記録は今でも破られていない。後に娘の有香も全日本選手権を制し、父娘で全日本選手権制覇という唯一の記録を持つこととなった。
1960年スコーバレーオリンピック14位。佐藤にとってはこの大会が初めての国際競技会だった。プログラムはスッペの「詩人と農夫」。5分ほどある曲を編集せずに使い、山下艶子が振付けたこのプログラムを、佐藤は8年間滑り続けた。衣装は蝶ネクタイをつけたモーニング風のもので、肩に日の丸をつけ、ズボンは競技用に特注されたものではないごくふつうのものだった。
1962年世界選手権で初めてのヨーロッパの土を踏む（10位）。後にスケーティングの指導で知られることになる佐藤だが、このときはローザンヌでヨーロッパ人の指導者から「フラットエッジで滑っている」と指摘されていた。1963年世界選手権は日本スケート連盟の資金難に加え、日本男子の有力選手が佐藤しかいないため翌年のオリンピック出場枠を取りに行く必要もなかったことから自費参加を申し渡された。一度は出場を諦めたものの、在籍する関西大学が寄付金を集め、また兄が外務省と交渉するなどして出場することができた。1964年インスブルックオリンピックは8位。プログラムや衣装は4年前のスコーバレーオリンピックと同じだが、このころは衣装に伸びる生地が使用されるようになり、ズボンが改良されていた。
1965年世界選手権で日本人初の3回転サルコウを決め、フリー3位、総合4位入賞。国際スケート連盟（ISU）のエキシビションツアーに日本人として初参加。福原美和、大川久美子も一緒に参加した。日本選手団は全日本選手権のためツアー途中で離脱し、これをきっかけに翌翌年度から全日本選手権の開催時期が早くなった。1966年ユニバーシアード（トリノ）優勝。
サルコウとループを好み、試合で見せることはなかったが3回転ループも跳ぶことができた。トウループは、そのような跳び方があると知った時期が遅く、既に感覚がつかめなくなっていた。

### コーチとして
競技引退後は国土計画の秘書課に勤めていたが、間もなく大川久美子のコーチとして全日本選手権にカムバック。1968年グルノーブルオリンピックでは小塚嗣彦のコーチを務めた。1972年札幌オリンピックに向けて体育協会から日本チーム専任コーチの依頼を受け、国土計画を退社。1968年5月から品川プリンスホテルスケートセンターを拠点として本格的にコーチ業を始めた。
指導者としてアメリカのサマースクールで学び、スイスのアーノルド・ゲルシュイラーとも交流を持つ。アメリカで学んだことをリンク運営にもつぎ込み、品川プリンスに当時の日本としては先進的なリンク貸出システムを導入してリンクの発展に寄与した。日本で否定されていたエッジの機械研ぎを導入したのも佐藤である。1991年に品川プリンスのリンクが閉鎖された後は、生徒を連れて新横浜プリンスホテルスケートセンターに拠点を移している。
初めて世界の表彰台に立った教え子は、都築章一郎とともに指導した佐野稔。以来、松村充、加藤雅子、佐藤有香、荒川静香、安藤美姫、村主章枝、中野友加里、小塚崇彦、浅田真央らを指導してきた。2010年に世界フィギュアスケート殿堂入り。
同じリンクでコーチを務める妻・久美子とはスケーティングを大事に指導する点で共通するが、基本的に夫婦共同で生徒を教えることはしない。掌を上に向けるだけでも怒られる時代に競技生活を送ったため表現面の指導には苦手意識があり、表現やプログラム作り、海外の振付師への依頼は久美子が担当している。

## 主な戦績
| 大会/年          | 55-56 | 56-57 | 57-58 | 58-59 | 59-60 | 60-61 | 61-62 | 62-63 | 63-64 | 64-65 | 65-66 |
| ---------------- | ----- | ----- | ----- | ----- | ----- | ----- | ----- | ----- | ----- | ----- | ----- |
| オリンピック     |       |       |       |       | 14    |       |       |       | 8     |       |       |
| 世界選手権       |       |       |       |       | 12    | 中止  | 10    | 10    | 8     | 4     | 5     |
| 全日本選手権     | 3     | 1     | 1     | 1     | 1     | 1     | 1     | 1     | 1     | 1     | 1     |
| ユニバーシアード |       |       |       |       | 2     |       |       |       | 2     |       | 1     |

## 著書
- フィギュアスケート入門（講談社、1985年）ISBN 9784061414877
- 君なら翔べる!（佐藤久美子夫人と共著、双葉社、2005年）ISBN 9784575298642
- 諦めない力 フィギュアスケートから教えられたこと（扶桑社 、2018年）

## メディア出演
- ワンダフルライフ（フジテレビ・2014年4月20日）
- 関口宏の人生の詩II（BS-TBS・2019年3月23日）